# Galena (Illinois)
Galena je grad u američkoj saveznoj državi Ilinois. Prema popisu stanovništva iz 2010. u njemu je živjelo 3.429 stanovnika.